# Луј Томлинсон
Луј Вилијам Томлинсон (енгл. Louis William Tomlinson), рођен као Луј Трој Остин (енгл. Louis Troy Austin; Донкастер, 24. децембар 1991), британски је поп пјевач и текстописац. Прославио се као члан бој бенда One Direction. Каријеру је започео 2010. на музичком такмичењу The X Factor, с осталим члановима бенда.
У јануару 2020. издао је свој дебитантски албум Walls.

## Биографија
Томлинсон је рођен 24. децембра 1991. у Донкастеру, у Енглеској, као Луј Трој Остин. Син је покојне Џоане Пулстон (енгл. Johannah Poulston) и Троја Остина (енгл. Troy Austin). Преузео је презиме од свог очуха Марка Томлинсона након што су се његови родитељи развели.

## Каријера
Своју каријеру је започео на X Factor-у. Луј се у почетку представио као соло пјевач, али након неког времена је с Најлом Хораном, Зејном Маликом, Лијамом Пејном и Харијем Стајлсом склопио бенд One Direction, чији је ментор био Сајмон Кауел.

### One Direction
Чланови групе One Direction су: Луј Томлинсон, Хари Стајлс, Најл Хоран и Лијам Пејн, као и Зејн Малик. Њихов менаџер је Сајмон Кауел. Током своје каријере су избацили пет албума. Отишли су на паузу пошто су издали албум Made in the AM.
Соло каријера
Након што је група One Direction одлучила да направи паузу, чланови су започињали соло каријере.
Луј је своју прву соло песму Just Hold On издао 10. децембра 2016. године, у сарадњи са Стивом Аокијем.
Након тога, објавио је још три сингла: Back to You (с Биби Рексом), Just Like You и Miss You. И поред великог успеха, ове три песме се нису нашле на Лујевом дебитантском албуму.
Томлинсон је 31. јануара 2020. издао свој први соло албум Walls.
На албуму Walls налази се 12 песама чији је Луј уједно и текстописац: Kill My Mind, Don't Let It Break Your Heart, Two of Us, We Made It, Too Young, Walls, Habit, Always You, Fearless, Perfect Now, Defenceless и Only the Brave.

### Пауза
Луј се на паузи бавио и фудбалом. У почетку је играо у клубу Three Horseshoes, али је касније предао захтев да постане члан клуба Doncaster Rovers. Постао је члан тог клуба, али је наглашено да Луј игра као резервни играч због својих обавеза у певачкој каријери.

## Приватни живот
Луј има 5 полусестара и једног полубрата преко мајке. Његове полусестре које су кћери Марка Томлинсона и Џоане су: Шарлот (Charlotte), Фелисите Физи (Fizzy) и близнакиње Дејзи (Daisy) и Фиби (Phoebe). Такође, има и још једну полусестру и полубрата. Они су деца Џоане и њеног мужа Данијела Декина: Ернест и Дорис који су рођени 12. фебруара 2014. године. Луј има и још једну полусестру Џорџи (Georgia) која је кћерка његовог оца Троја и његове друге жене. Лујева мајка је умрла 2016. године, а сестра Физи 2019. године.
С бившом девојком Бријаном Јангврт има сина Фредија Томлинсона, рођеног 21. јануара 2016.
Од 2017. поново је у вези с моделом Елеанором Калдер, с којом је већ био у вези од 2011. до марта 2015. године.
Године 2019. његова млађа сестра Фелисите преминула је у 19. години усљед предозирања.